# Хиетаярви
Хи́етая́рви (Хиета-ярви, Хиэтаярви, Хита-ярви; фин. Hietajärvi) — пресноводное озеро на территории Лоймольского сельского поселения Суоярвского района Республики Карелии.

## Общие сведения
Площадь озера — 1,2 км², площадь водосборного бассейна — 16 км². Располагается на высоте 174,6 метров над уровнем моря.
Форма озера продолговатая: оно вытянуто с северо-запада на юго-восток. Берега изрезанные, каменисто-песчаные, местами заболоченные.
Из юго-восточной оконечности озера берёт начало река Риронйоки, которая, протекая через озеро Виексинкиярви, меняет своё название на Варисйоки, после чего впадает в реку Хейняйоки.
Ближе к северо-западной оконечности озера расположен один небольшой остров без названия.
Северо-западную оконечность Хиетаярви огибает автодорога местного значения.
Населённые пункты вблизи водоёма отсутствуют.
Название озера переводится с финского языка как «песчаное озеро».
Код объекта в государственном водном реестре — 01040100111102000016436.

## Панорама

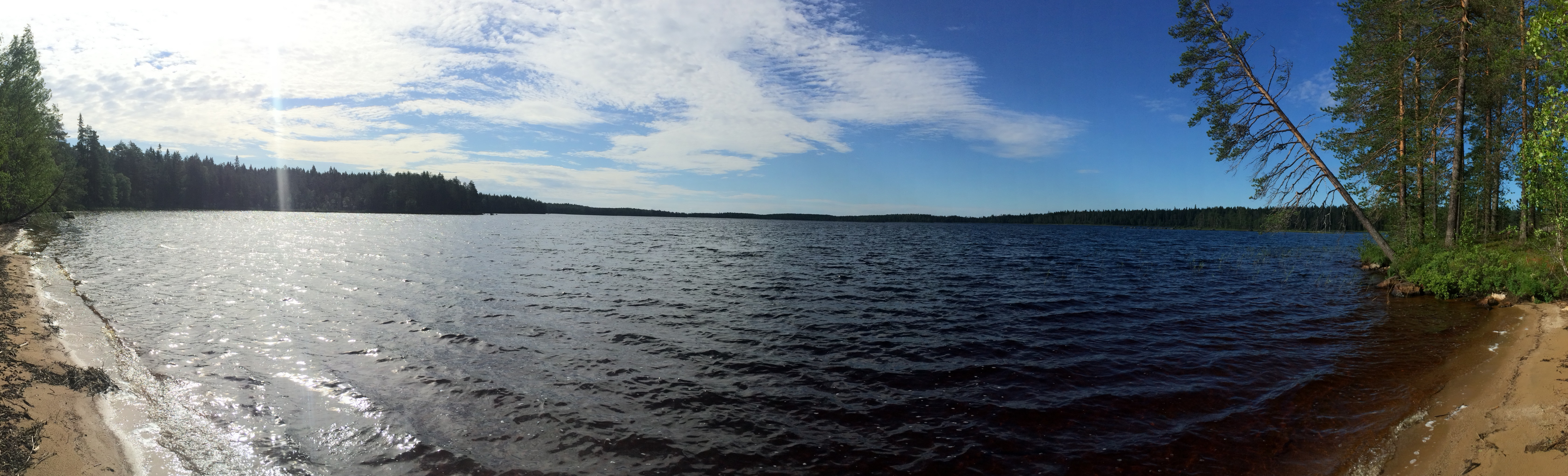
Панорама